# IEC 62196

Conector y base o inlet CCS2 según estándar IEC 62196. Llamado también Combo2 y usado a nivel global.

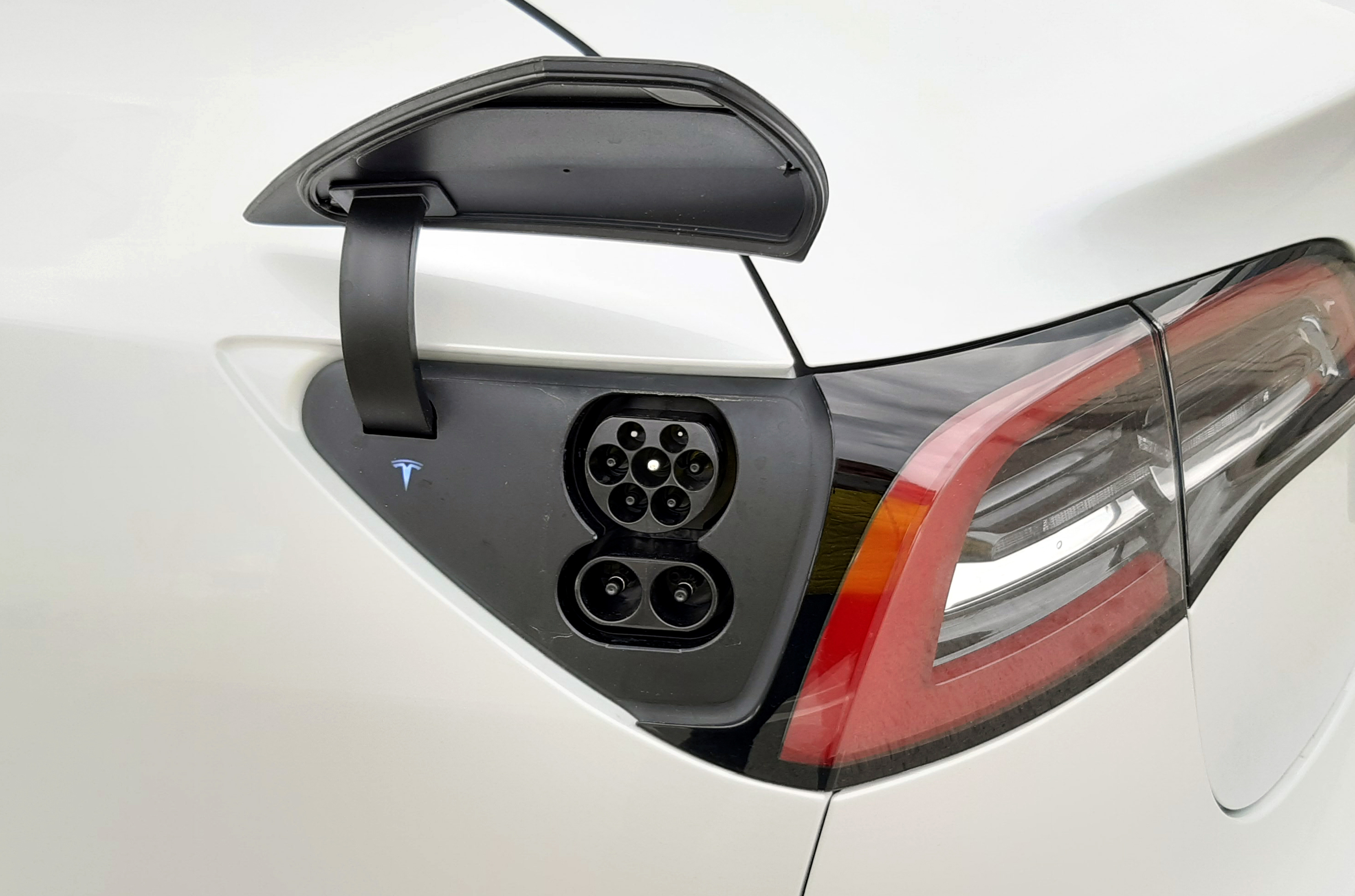
Enchufe de carga del Tesla Model 3 en Europa.

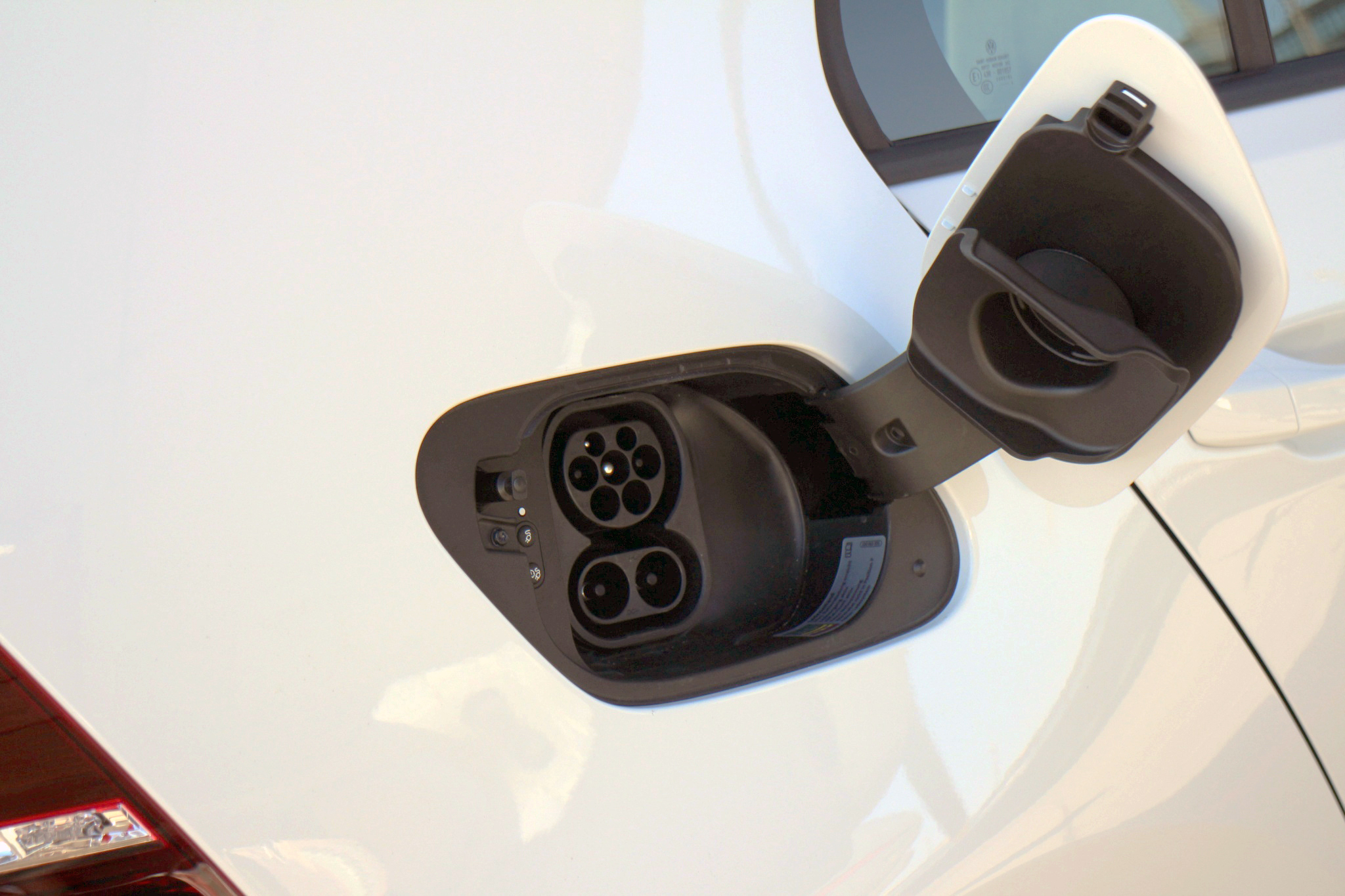
Base o inlet de recarga del Volkswagen e-Golf.

IEC 62196, también conocido como  CCS o Combo, es un estándar internacional para el conjunto de conectores eléctricos y los modos de recarga (en especial, la rápida) para vehículos eléctricos y que se mantiene técnicamente por la Comisión Electrotécnica Internacional (IEC).
La norma no especifica las dimensiones físicas de cualquier conector de carga en particular. Sin embargo, sí menciona los conectores IEC 60309 de propósito general "CEEform", dentro de las definiciones de la parte 2 (es decir, en la norma IEC 62196-2).
La norma se basa en el estándar IEC 61851, que tiene un mecanismo que no entrega electricidad, a menos que esté conectado a un vehículo que esté inmovilizado, para evitar que se marche mientras siga conectado.

## Modos de recarga
IEC 62196-1 se aplica a clavijas, bases de enchufe, conectores, entradas y cables para vehículos eléctricos, destinados a sistemas de carga conductiva que incorporan medios de control, con un voltaje operativo limitado que no exceda de:
- 690 V AC 50–60 Hz con una corriente limitada que no exceda de 250 A;
- 600 V DC con una corriente que no exceda de 400 A.

IEC 62196 hace referencia a los modos de carga definidos en IEC 61851-1, que incluye:
Modo 1Carga lenta desde una base de enchufe doméstico, no industrial (enchufe Schuko).
Modo 2Carga lenta desde una base de enchufe doméstico (enchufe Schuko), con un dispositivo de protección en cable.
Modo 3Carga normal, semirrápida o rápida utilizando una base de enchufe específica para vehículos eléctricos, con función de control y protección instalada.
Modo 4Carga rápida utilizando un cargador externo. La fuente puede ser baterías que han almacenado electricidad renovable.
La recarga semirrápida es aquella con una potencia igual o superior a 15 kW, e inferior a 40 kW, mientras que la rápida es de una potencia igual o superior a 40 kW.
Los kW también se pueden indicar en su equivalente de amperios. Así, 6 y 32 amperios corresponde a 1,4KW y 22kW.
IEC 61851-1 documenta la señal piloto que comunica los requisitos de carga por medio de modulación de ancho de pulso.

## Sistema de Carga Combinada CCS
Si bien el objetivo de tener un solo conector de carga ha quedado aplazado, el Mundo se divide en dos sistemas principales, los de la red con Japón y América del Norte que han elegido un conector de una sola fase en su red de 100-120/240 voltios (tipo 1), mientras que el resto del mundo, incluyendo China y Europa, está optando por un conector de acceso a la red monofásico, de 230 voltios, y trifásico, de 400 voltios (Tipo 2). 
SAE y ACEA están tratando de evitar esta situación para la carga de CC (corriente continua) con una estandarización que planea añadir cables de CC a los tipos de conectores AC existentes, de tal manera que solo haya un único "envoltorio global", que se adapte a todas las estaciones de carga de CC - para el tipo 2 de la nueva vivienda se llama Combo2.
El 15 Congreso Internacional VDI de la Asociación de Ingenieros Alemanes se desveló la propuesta de un "Sistema de Carga Combinada", también denominado Sistema de Carga-CA/CC Combinada (en inglés "Combined Charging System" o "Combined AC/DC-Charging System" - CCS) el 12 de octubre de 2011 en Baden-Baden.
Todos los miembros de ACEA (European Association of Automotive Manufacturers) apoyan el Combined Charging System para Europa: Audi, BMW, DAF, Daimler, FCA (Fiat, Chrysler), Ford Europe, General Motors Europe / Opel, Hyundai Motor Europe, Jaguar / Tata, Land Rover, MAN, Porsche, PSA (Citroën - Peugeot), Renault, Scania, Toyota Motor Europe, Volkswagen, Volvo Cars y AB Volvo.
El mismo define un patrón único de conector en el lado del vehículo, que ofrece espacio suficiente para un conector tipo 1 o tipo 2, junto con espacio para un conector de dos pines CC que permite hasta 200 amperios. Las implementaciones prototipo para un máximo de 100 kW se mostraron en el EVS26 en Los Ángeles en mayo de 2012. Actualmente el estándar ha alcanzado los 350 kW de potencia a 800 V.
Los siete fabricantes de automóviles también han acordado utilizar HomePlug GreenPHY como protocolo de comunicación. El prototipo para el enchufe ha sido desarrollado por Phoenix Contact, con el objetivo de resistir 10.000 ciclos de conexión. La propuesta de normalización ha sido enviado con éxito al IEC en enero de 2011. La solicitud para utilizar un protocolo de PLC para la comunicación Vehicle2Grid respaldada en septiembre de 2009 en una presentación conjunta de BMW, Daimler y VW en el ZEV Technology Symposium de la Junta de Recursos del Aire de California (CARB). La misma compite con la propuesta CAN Bus de Japón (incluyendo CHAdeMO) y China (propuesta conector DC aparte) y en particular ninguno de sus fabricantes de automóviles ha firmado el Sistema Combinado de Carga, aunque puede que esto cambie en el futuro próximo. Así, China ha estado involucrado en las primeras etapas del desarrollo de los pines extra DC. Una unidad de prueba comenzará en el otoño de 2012.
En junio de 2013 Volkswagen instaló la primera estación pública CCS de carga rápida con 50 kW DC en Wolfsburg para apoyar a las unidades de prueba del Volkswagen e-Up! que cuentan con un conector de cargador rápido de CC para el Sistema Combinado de carga.
Dos semanas más tarde, BMW abrió su primera estación de carga rápida CCS en apoyo de sus BMW i3.
En septiembre de 2013 se instaló en el Fashion Valley Mall en San Diego, California, la primera estación de carga rápida “Combo” CCS en Estados Unidos.
Con motivo de la segunda Cumbre Mundial de EV en junio de 2013, tanto CHAdeMO, como un portavoz del Grupo Volkswagen señalaron que no es necesaria una concurrencia entre CHAdeMO y CCS ya que el coste adicional de una estación de carga rápida de dos protocolos es de un mero 5% superior a una CHAdeMO. Los cargadores multi-estándar DC están siendo defendidos por CHAdeMO, Volkswagen y Nissan.
En julio de 2018 Porsche puso en funcionamiento 2 cargadores DC de 800 V y 350 kW en Berlin-Adlershof. Fueron los primeros capaces de cargas ultrarrápidas para el Porsche Taycan.
| Parámetro                   | Base de enchufe en vehículo | Conector         |
| Unidad AC tipo 2            | Unidad AC tipo 2            | Unidad AC tipo 2 |
| --------------------------- | --------------------------- | ---------------- |
| Voltaje nominal             | Hasta 480V                  | ---              |
| Corriente nominal 1/3 fases | Hasta 32A                   | ---              |
| Estándar                    | IEC 62196-2, IEC 62196-3    | IEC 62196-3      |
| Unidad DC tipo 2            |                             |                  |
| Voltaje nominal             | Hasta 850V                  | Hasta 850V       |
| Corriente nominal           | Hasta 125A                  | Hasta 125A       |
| Estándar                    | IEC 62196-2, IEC 62196-3    | IEC 62196-3      |

### Cargadores CCS
- - ABB Terra 53 Charge Station (50kW) multiestándar CHAdeMO y CCS  Es un cargador multiestándar de 50 kW con un conector DC Combo y un conector DC CHAdeMO.[4]

## Tipos de enchufes y la señal

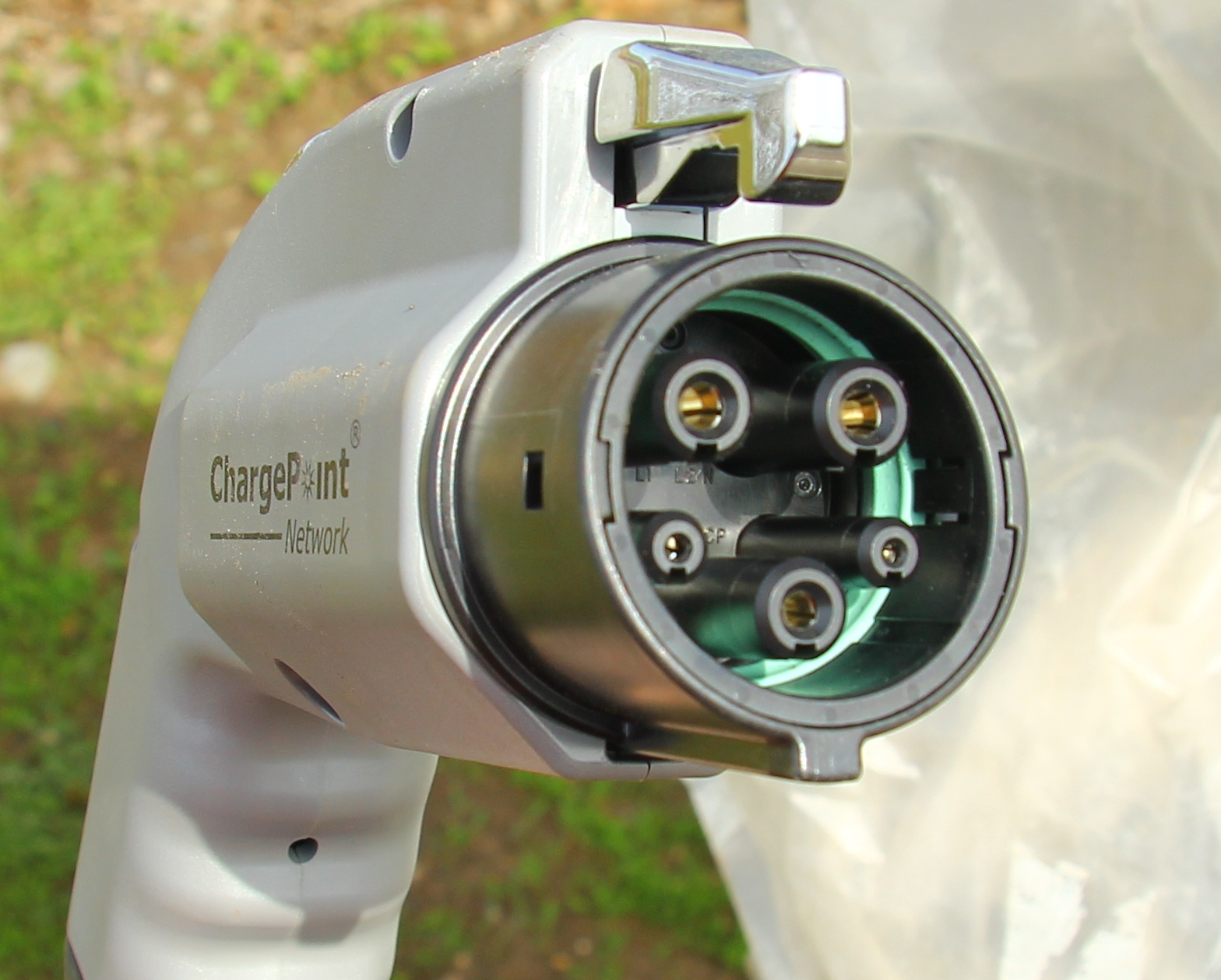
Conector Tipo 1, denominado coloquialmente Yazaki, compuesto de 5 pines

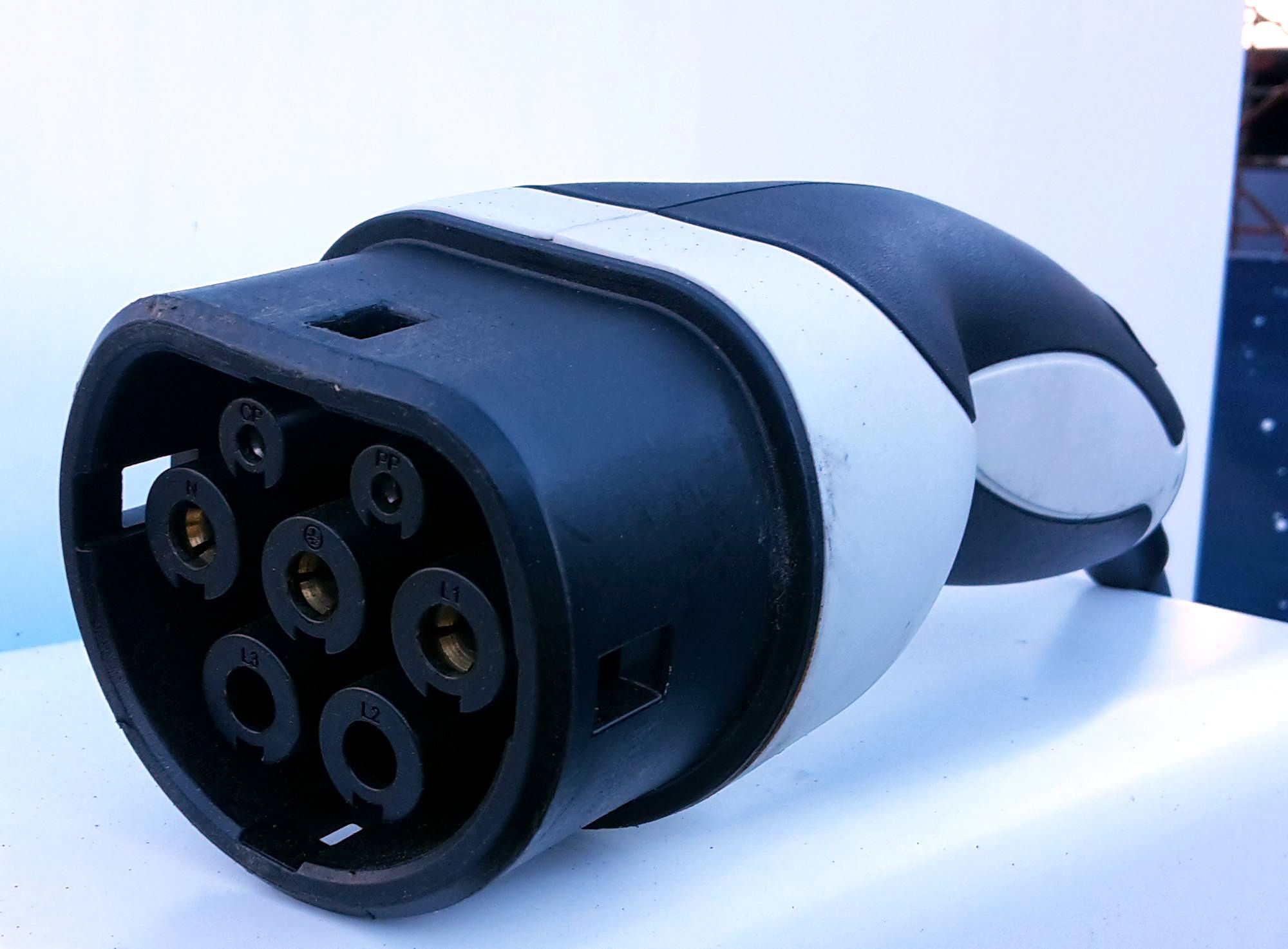
Conector Tipo 2, conocido como Mennekes, que cuenta con 7 pines

Las definiciones de la Parte-1 de IEC 62196 para el pasador de señal y sus definiciones del modo de carga han sido reutilizados en varias implementaciones para cargar dispositivos de gran tamaño y especialmente para estaciones de recarga de automoción. 
Basados en los enchufes industriales CEEform (también conocidos como cetact), se eligieron los tipos para:
- El conector Yazaki, en América del Norte (estandarizado en SAE J1772).
- Conector Mennekes, también llamado camaleón, en Europa (estandarizado en VDE-AR-E 02/02/2623).
- Conector CHAdeMO, en Japón (con carga DC, es decir, corriente continua).

Cada uno de ellos ha sido diseñado para su uso en una red de estaciones de recarga de vehículos eléctricos. 
Otros tipos de conectores, según IEC 62196-1, han sido el enchufe Framatome de EDF, el enchufe Scame en Italia y el enchufe CEEplus de Suiza.
Las estaciones de carga públicas, según IEC 62196, que tienen un tipo de conector específico (por ejemplo SAE J1772) se pueden utilizar con otros tipos de enchufe por medio de adaptadores - sin embargo, no se activará la corriente a menos que un pin de señal de presencia esté conectado, quedándose en 16 amperios, salvo que se detecte una señal de modo de carga 62196 IEC que especifique un nivel de amperaje superior. Suele ser habitual llevar adaptadores de cables de al menos 32 amperios.

### Señal

Circuito de señalización J1772

Los pines de señal y sus funciones fueron definidos en SAE J1772-2001, que fue incluido en IEC 61851. Todos los tipos de enchufes de IEC 62196-2 tienen dos señales adicionales: el piloto de control (CP; pin 4) y el piloto de proximidad (PP; pin 5) además de los pines de electricidad de carga normales: línea (L1; pin 1), línea o neutro (N, o L2; pin 2), y tierra de protección (PE; pin 3).

## IEC 62196-3

### Contenido
IEC 62196-3 amplía IEC 62196-1 y describe diseños específicos de conectores y enchufes de vehículos para la carga DC en modo 4 tal como se describe por IEC 61851-1 y IEC 61851-23. Los diseños están agrupados en varias configuraciones y se describen con suficiente detalle como para permitir la compatibilidad de productos de diferentes fabricantes.
La primera edición IEC 62196-3:2014 fue publicada en 2014.

### Configuraciones
Todas las configuraciones constan de un conector (macho) y una base de enchufe (hembra). 
Las configuraciones DD y EE se discutieron, pero no se incluyeron en la versión publicada de IEC 62196-3:2014.

#### AA

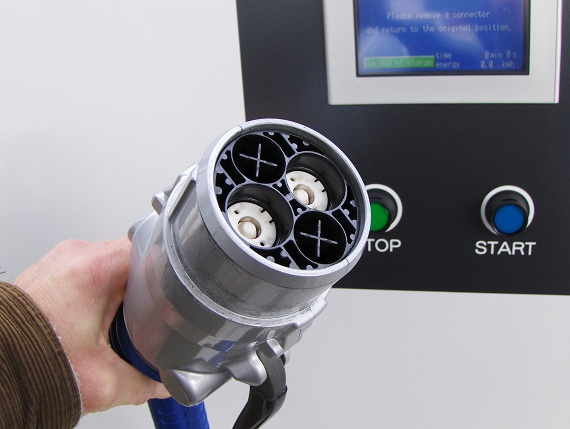
Conector CHAdeMO

Se le conoce como conector CHAdeMO porque fue diseñado por la organización CHAdeMO. El diseño original fue publicado originalmente en el estándar japonés JEVS G105-1993.
Está destinado a la carga DC que implementan el Sistema A de acuerdo a IEC 61851-23 y comunicaciones CAN (de acuerdo a IEC 61851-24 Anexo A). Se usa en Japón y coches de fabricantes japoneses.

#### BB
La configuración BB se usa en estaciones de carga DC que implementan el Sistema B de acuerdo a IEC 61851-23 y comunicaciones CAN de acuerdo a IEC 61851-24 Anexo B. Se usa mayoritariamente en China, donde la misma solución técnica se describe en el estándar GB/T 20234.3.

#### CC
Se le conoce como  CCS1 o Combo1, porque se usa dentro del Sistema de Carga Combinado CCS y extiende el adaptador tipo 1.
Se usa en estaciones de carga DC que implementan el Sistema C de acuerdo a IEC 61851-23 y comunicación PLC de acuerdo a IEC 61851-24 Anexo C e ISO 15118-3. Se usa mayoritariamente en Estados Unidos, donde la misma solución técnica se describe en el estándar SAE J1772.

#### FF
Se le conoce como CCS2 o Combo2, porque se usa dentro del Sistema de Carga Combinado CCS y extiende el adaptador tipo 2.
Se usa en estaciones de carga DC que implementan el Sistema C de acuerdo a IEC 61851-23 (estándar que se encarga de los modos de carga) y comunicación PLC de acuerdo a IEC 61851-24 Anexo C e ISO 15118-3. 
Es el estándar global, ya que se usa mayoritariamente en Europa (donde la regulación de todas las estaciones de recarga DC públicas deben tener un conector FF), en Estados Unidos, India, etc.

## Estándares

### Carga
- IEC 61851 - Interfaz eléctrica para transmisión de energía y señales eléctricas de seguridad.
- IEC 62196 - Conectores.

### Comunicaciones
- ISO 15118
- DIN 70121
- SAE J2847

### Estación de carga
- IEC 61851

## Vehículos
Modelos de vehículos con conector CCS Combo:
- Audi e-tron
- BMW i3
- CUPRA el-Born
- Dacia Spring
- Hyundai Ioniq
- Hyundai Kona Eléctrico
- Jaguar I-Pace
- Lotus Evija
- Mercedes-Benz EQC
- Mini Cooper SE
- Opel Corsa-e
- Peugeot e-208
- Peugeot e2008
- Polestar 2
- Porsche Taycan
- Renault Zoe
- SEAT Mii Electric
- Skoda Citigo iV
- Sono Sion
- Tesla Model 3 versión europea
- Tesla Model Y versión europea
- Volkswagen e-Golf
- Volkswagen e-up!
- Volkswagen ID.3
- Volkswagen ID.4